# Цветков, Милен
Милен Викторов Цветков (болг. Милен Цветков; 30 июля 1966, София — 19 апреля 2020, там же) — болгарский журналист и телеведущий.

## Биография
Родился 30 июля 1966 года в Софии. Окончил 7-ю среднюю школу «Свети Седмочисленици» и Софийский университет по специальности «дефектология» по специальности «обучение слепых».
Свою карьеру в Болгарском национальном телевидении начал в качестве репортера программы «Ку-ку». После этого он был приглашен Бригиттой Чолаковой в качестве репортера на «ТВ Неделник», который в то время транслировался. Позже он стал ведущим программы «По света и у нас».
В 1995 году он ушел с национального телевидения, объяснив это тем, что там царит цензура. Следующие полгода он работал продавцом мясных продуктов. После этого он также был менеджером пловдивского ресторана. В начале 1997 года вернулся к работе на Болгарском национальном телевидении в качестве репортера программы «Эхо». Спустя несколько месяцев он снова стал ведущим программы «По света и у нас».
В 2000 году его пригласили на Нова ТВ в качестве ведущего программы «Здравей, България». В 2003 году Милена Цветкова сняли с эфира. С февраля по июль 2004 года вёл программу «60 минути с Милен Цветков». Затем он также вёл новости в «Календаре». Осенью 2005 года стал ведущим нового шоу «Часът на Милен Цветков». Также он был ведущим шоу «Нищо лично» на Радио Экспресс. В 2008 году он вёл четвертый сезон болгарской версии реалити-шоу «Большой брат».
С 2009 года вернулся в «Здравей, България», где вместе с Лорой Крумовой вёл утренний блок. Спустя несколько месяцев передачу «Часът на Милен Цветков» сняли с эфира. В январе 2010 года Цветков был освобождён от должности ведущего «Здравствуй, Болгария» и покинул Нова ТВ. В этот период он создал сайт zanachalo.com и вёл утреннее шоу «Събуди се с EBF» на одноимённом телевидении.
Он вернулся в БНТ осенью 2010 года, где вел шоу «Екип 5», проект, завершившийся в начале 2011 года.
21 марта 2011 года вернулся на Нова ТВ в качестве ведущего программы «Часът на Милен Цветков». С 18 августа 2014 года «Часът на Милен Цветков» переносится с дневного времени на поздний вечер — в 23:45 с понедельника по пятницу.
16 августа 2018 года Нова объявила, что передача снята с эфира, а Милен Цветков уходит с телевидения. С марта 2020 года и до самой смерти вёл программу «Алтернативата» на ТВ1.

## Семья
Милен Цветков в разводе. От брака у него есть дочь Калина 1996 года рождения. 7 августа 2012 года его тогдашняя девушка Ивета родила сына — Бояна.

## Смерть
19 апреля 2020 года на Пасху Милен Цветков попал в серьёзную автомобильную аварию на бульваре Черни Врых в Софии по вине 22-летнего водителя Кристиана Николова, находившегося за рулём под воздействием коктейля из наркотиков, и скончался через несколько минут по дороге в больницу. Пользователи соцсетей стали публиковать сообщения о том, что гибель Цветкова можно считать виной руководства Болгарии.
Во время ожидания на красный свет компактный кроссовер Цветкова Subaru Forester был замечен другим водителем на Audi Q7. По первоначальным расчетам, автомобиль двигался со скоростью не менее 100 км/ч, что в 2 раза превышает установленную законом скорость движения в городских условиях.
Судебно-медицинская экспертиза установила, что у 22-летнего Николова в момент аварии в организме находились амфетамин, тетрагидроканнабинол, кокаин и бромазепам.